# USS Shamrock Bay (CVE-84)
USS Shamrock Bay (CVE-84) – amerykański lotniskowiec eskortowy typu Casablanca, który w końcowym okresie II wojny światowej wchodził w skład floty Marynarki Wojennej Stanów Zjednoczonych. Został odznaczony trzema battle star za udział w wojnie na Pacyfiku. 
Po wojnie brał udział w operacji Magic Carpet.